# 2025년 칸 영화제
제78회 칸 영화제는 2025년 5월 13일부터 24일까지 개최되었다. 프랑스 배우 쥘리에트 비노슈가 본 경쟁 부문의 심사위원장으로 활동했다. 이란의 영화 감독 자파르 파나히가 영화 《그저 사고였을 뿐》으로 영화제의 최고상인 황금종려상을 수상했다.
제19회 칸 영화제에서 황금종려상을 수상한 클로드 를루슈의 영화 《남과 여》에 출연한 배우 아누크 에메와 배우 장루이 트랭티냥이 등장하는 영화제의 공식 더블 포스터는 하틀랜드 빌라가 디자인했다. 프랑스 배우 로랑 라피트가 개막식과 폐막식 사회를 맡았다.
영화제 기간 중 두 개의 명예 황금종려상이 수여되었다. 첫 번째는 개막식에서 로버트 드니로에게 수여되었고, 두 번째는 《천국과 지옥》의 세계 초연 전에 덴절 워싱턴에게 예고 없이 수여되었다.
ACID 공식 선정작 발표 다음 날, 세피데 파르시 감독의 다큐멘터리 영화 Put Your Soul on Your Hand and Walk의 주요 인물 중 한 명인 팔레스타인 포토저널리스트 파티마 하수나가 2025년 4월 16일 가자 시의 자택에 대한 이스라엘 공습으로 가족 10명과 함께 사망했다. 영화제는 애도를 표하고 진행 중인 가자 전쟁 및 폭력을 비난하는 공식 성명을 발표했다. 영화제 개막일에는 조너선 글레이저, 누리 빌게 제일란, 빅토르 에리세, 하프시아 헤르지, 아키 카우리스매키, 나다브 라피드, 클레베르 멘돈사 필류, 페드로 알모도바르, 데이비드 크로넌버그, 루벤 외스틀룬드를 포함한 350명 이상의 감독, 배우, 제작자가 서명한 편지를 통해 하수나 살해를 규탄하고 진행 중인 가자 학살을 비난하며 "가자에서 학살이 자행되는 동안 침묵할 수 없다"고 밝혔다.
영화제 마지막 날인 2025년 5월 24일, 방화로 인한 정전이 오전 상영 세션을 방해했다.
영화제는 아멜리 보닌 감독의 프랑스 코미디 영화 리브 원 데이(Leave One Day)로 개막했다.

## 심사위원

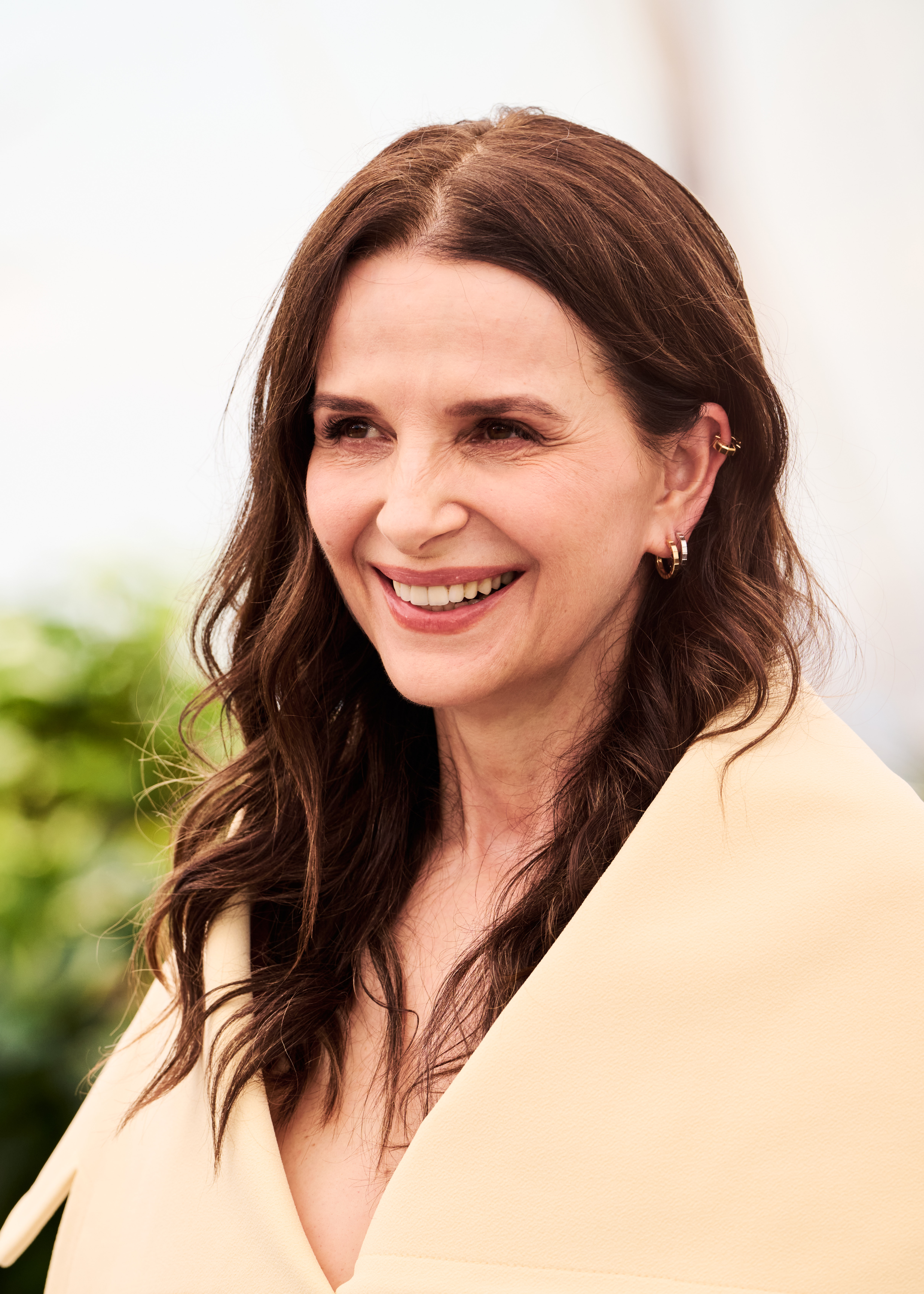
쥘리에트 비노슈, 본 경쟁 부문 심사위원장

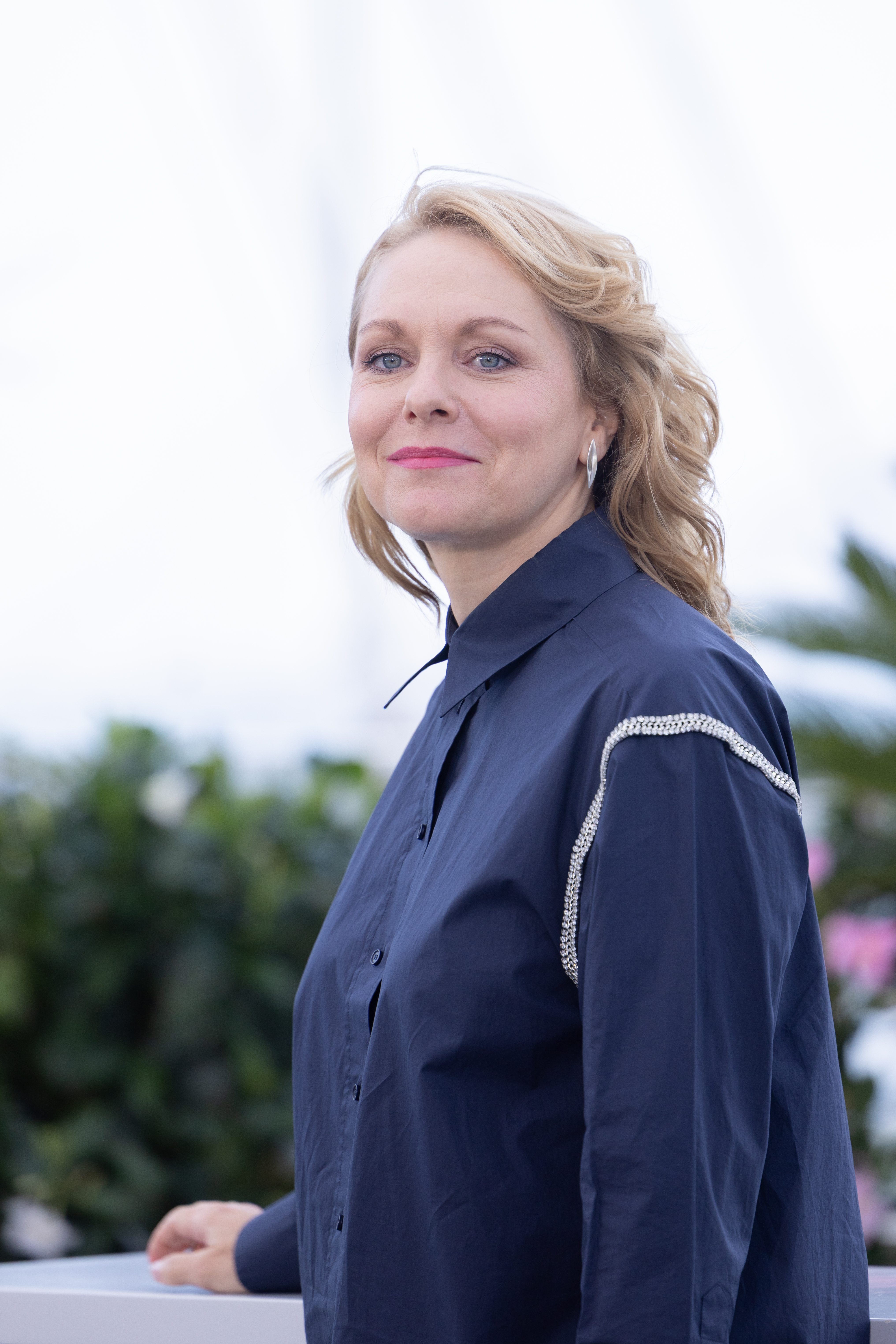
마렌 아데, 시네파운데이션 및 단편 영화 경쟁 부문 심사위원장

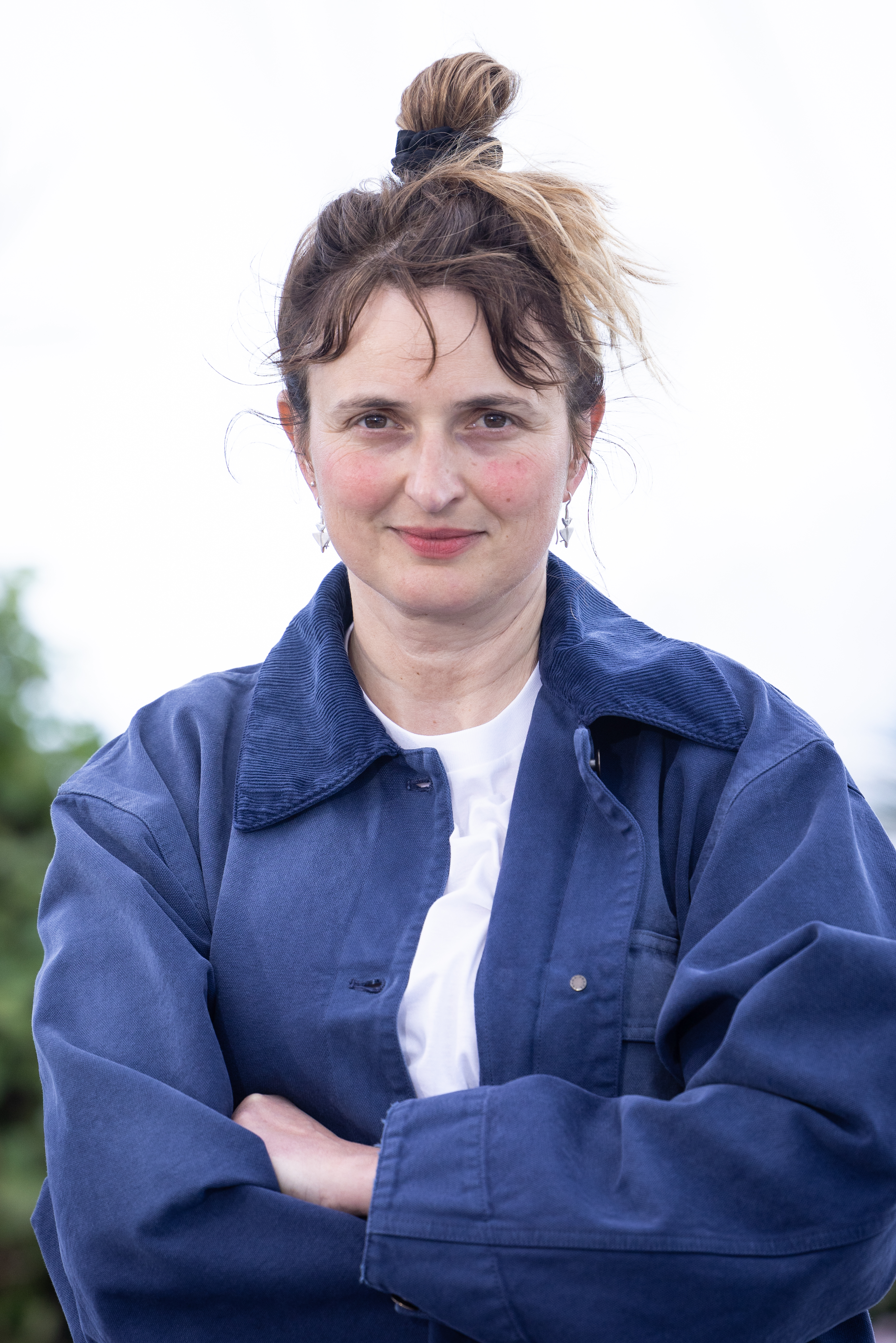
알리체 로르바케르, 황금카메라상 심사위원장

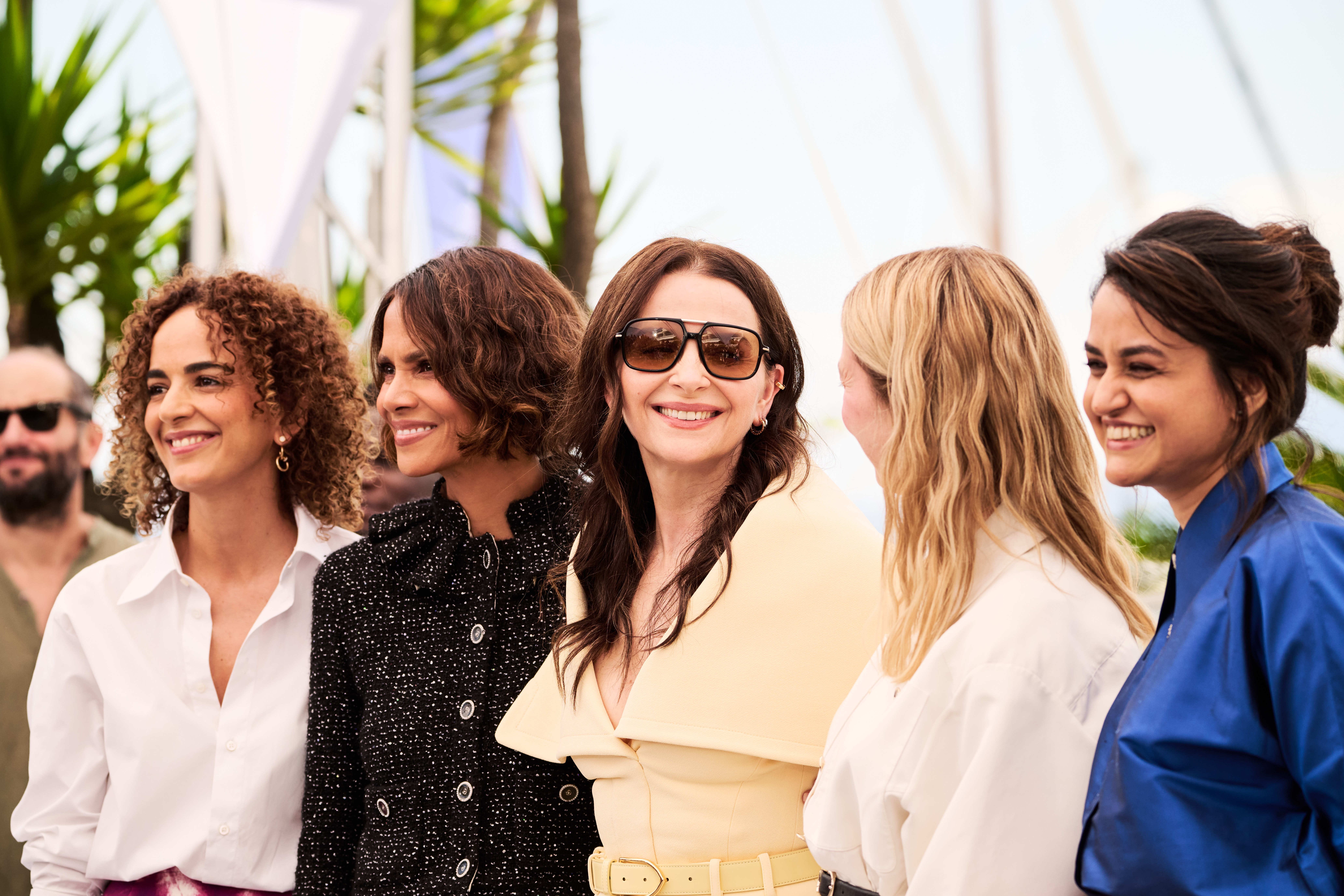
본 경쟁 부문 심사위원

### 본 경쟁 부문
- 쥘리에트 비노슈, 프랑스 배우 – 심사위원장[2]
- 할리 베리, 미국 배우 겸 영화 제작자[23]
- 디외도 하마디, 콩고 영화 제작자 겸 프로듀서
- 홍상수, 대한민국 영화 제작자
- 파얄 카파디아, 인도 영화 제작자
- 카를로스 레이가다스, 멕시코 영화 제작자
- 알바 로르바케르, 이탈리아 배우
- 레일라 슬리마니, 모로코 작가
- 제러미 스트롱, 미국 배우

### 주목할 만한 시선
- 몰리 매닝 워커, 영국 영화 제작자 겸 촬영 감독 — 심사위원장[24]
- 나우엘 페레스 비스카야르트, 아르헨티나 배우
- 루이즈 쿠르부아지에, 프랑스-스위스 영화 제작자
- 바냐 칼루데르치치, 크로아티아 영화 프로그래머 겸 로테르담 국제 영화제 집행위원장
- 로베르토 미네르비니, 이탈리아 영화 제작자, 프로듀서 겸 시나리오 작가

### 시네파운데이션 및 단편 영화 경쟁 부문
- 마렌 아데, 독일 영화 제작자 겸 프로듀서 — 심사위원장[25]
- 호세 마리아 프라도 가르시아, 스페인 프로듀서 겸 전 스페인 영화 보존원(Filmoteca Española) 원장
- 레이날도 마르쿠스 그린, 미국 영화 제작자 겸 프로듀서
- 카멜리아 조르다나, 프랑스 배우, 가수 겸 작곡가
- 네보이샤 슬리예프체비치, 크로아티아 영화 제작자

### 황금카메라상
- 알리체 로르바케르, 이탈리아 영화 제작자 – 심사위원장[26]
- 라시드 하미, 알제리-프랑스 영화 제작자 겸 배우
- 프레데리크 메르시에, 프랑스 영화 평론가
- 제랄딘 나카슈, 프랑스 영화 제작자 겸 배우
- 토마소 베르갈로, 누아르 뤼미에르(Noir Luimere) CEO

### 이머시브 경쟁 부문
- 뤽 자케, 프랑스 영화 제작자 – 심사위원장[27]
- 로리 앤더슨, 미국 예술가
- 타니아 드 몽테뉴, 프랑스 작가
- 마사 파인즈, 영국 영화 제작자
- 미즈구치 데쓰야, 일본 비디오 게임 제작자

### 황금눈상
- 쥘리 가예, 프랑스 배우 겸 프로듀서 – 심사위원장[28]
- 카르멘 카스티요, 칠레 영화 제작자
- 프레데리크 메르, 스위스 시네마테크 스위스 감독
- 쥘리에트 파브르울 르노, 프랑스 프로듀서
- 마르크 진가, 콩고-벨기에 배우

### 비평가 주간
- 로드리고 소로고옌, 스페인 영화 제작자 – 심사위원장[29]
- 율리아 에비나 바라, 인도네시아 프로듀서
- 지한 부그린, 모로코 기자
- 조제 데예, 프랑스-캐나다 촬영 감독
- 대니얼 컬루야, 영국 배우 겸 영화 제작자

### 퀴어종려상
- 크리스토프 오노레, 프랑스 영화 제작자 – 심사위원장[30]
- 마르셀루 카에타누, 브라질 영화 제작자[31]
- 파리다 그바다모시, 미국 영화 프로그래머
- 레오니 페르네, 프랑스 작곡가 겸 가수
- 팀 졸페, 프랑스 기자

## 공식 선정작

### 본 경쟁 부문
다음 영화들이 황금종려상 경쟁작으로 선정되었다.
| 영문 제목                    | 원제                         | 감독                        | 제작 국가                                              |
| ---------------------------- | ---------------------------- | --------------------------- | ------------------------------------------------------ |
| 알파 (QP)                    | 알파 (QP)                    | 쥘리아 뒤쿠르노             | 프랑스, 벨기에                                         |
| Case 137                     | Dossier 137                  | 도미니크 몰                 | 프랑스                                                 |
| 다이, 마이 러브              | 다이, 마이 러브              | 린 램지                     | 미국                                                   |
| Eagles of the Republic       | Eagles of the Republic       | 타릭 살레                   | 스웨덴, 프랑스, 덴마크, 핀란드                         |
| 에딩턴                       | 에딩턴                       | 아리 애스터                 | 미국                                                   |
| Fuori                        | Fuori                        | 마리오 마르토네             | 이탈리아, 프랑스                                       |
| 더 히스토리 오브 사운드 (QP) | 더 히스토리 오브 사운드 (QP) | 올리버 헤르마누스           | 영국, 미국                                             |
| 그저 사고였을 뿐             | یک تصادف ساده                | 자파르 파나히               | 이란, 프랑스, 룩셈부르크                               |
| 리틀 시스터 (QP)             | La Petite Dernière           | 하프시아 헤르지             | 프랑스, 독일                                           |
| 더 마스터마인드              | 더 마스터마인드              | 켈리 라이카트               | 미국, 영국                                             |
| 누벨 바그                    | 누벨 바그                    | 리처드 링클레이터           | 프랑스                                                 |
| 페니키안 스킴                | 페니키안 스킴                | 웨스 앤더슨                 | 미국, 독일                                             |
| 르누아르                     | ルノワール                   | 하야카와 치에               | 일본, 호주, 프랑스, 싱가포르, 필리핀, 인도네시아       |
| 광야시대                     | 狂野时代                     | 비간                        | 중국, 프랑스                                           |
| 로메리아                     | 로메리아                     | 카를라 시몬                 | 스페인, 벨기에                                         |
| 더 시크릿 에이전트           | O Agente Secreto             | 클레베르 멘돈사 필류        | 브라질, 프랑스, 독일, 네덜란드                         |
| 센티멘탈 밸류                | Affeksjonsverdi              | 요아킴 트리에르             | 노르웨이, 프랑스, 독일, 덴마크, 스웨덴, 영국           |
| 시라트                       | 시라트                       | 올리버 락세                 | 스페인, 프랑스                                         |
| 사운드 오브 폴링             | In die Sonne schauen         | 마샤 실린스키               | 독일                                                   |
| 투 프로시큐터스              | Два прокурора                | 세르게이 로즈니차           | 라트비아, 프랑스, 독일, 네덜란드, 루마니아, 리투아니아 |
| Woman and Child              | زن و بچه                     | 사이드 루스타이             | 이란, 프랑스, 독일                                     |
| 영 마더스                    | Jeunes mères                 | 장피에르 다르덴과 뤽 다르덴 | 벨기에, 프랑스                                         |

(QP)는 퀴어종려상 경쟁작을 의미한다.

### 주목할 만한 시선
다음 영화들이 주목할 만한 시선 부문 경쟁작으로 선정되었다.
| 영문 제목                                     | 원제                              | 감독                                  | 제작 국가                                    |
| --------------------------------------------- | --------------------------------- | ------------------------------------- | -------------------------------------------- |
| Aisha Can't Fly Away (CdO)                    | عائشة لم تعد قادرة على الطيران    | 모라드 모스타파                       | 이집트, 수단, 튀니지, 사우디아라비아, 카타르 |
| 캐러밴 (CdO)                                  | Karavan                           | 주자나 키르히네로바                   | 체코, 슬로바키아, 이탈리아                   |
| The Chronology of Water (CdO)                 | The Chronology of Water (CdO)     | 크리스틴 스튜어트                     | 프랑스, 라트비아, 영국, 미국                 |
| Eleanor the Great (CdO)                       | Eleanor the Great (CdO)           | 스칼렛 요한슨                         | 미국                                         |
| The Great Arch                                | L’inconnu de la Grande Arche      | 스테판 데무스티에르                   | 프랑스                                       |
| 헤즈 오어 테일즈?                             | Testa o croce?                    | 마테오 조피스와 알레시오 리고 데 리기 | 이탈리아, 미국                               |
| 홈바운드                                      | 홈바운드                          | 니라즈 가이완                         | 인도                                         |
| I Only Rest in the Storm (QP)                 | O Riso e a Faca                   | 페드로 피뉴                           | 포르투갈, 브라질, 프랑스, 루마니아           |
| The Last One for the Road                     | Le città di pianura               | 프란체스코 소사이                     | 이탈리아                                     |
| 러브 미 텐더 (QP)                             | 러브 미 텐더 (QP)                 | 안나 카자네브 캉베                    | 프랑스                                       |
| Meteors                                       | Météors                           | 위베르 샤뤼엘                         | 프랑스                                       |
| 마이 파더스 섀도 (CdO)                        | 마이 파더스 섀도 (CdO)            | 아키놀라 데이비스 주니어              | 영국, 아일랜드, 나이지리아                   |
| The Mysterious Gaze of the Flamingo (CdO, QP) | La misteriosa mirada del flamenco | 디에고 세스페데스                     | 칠레, 프랑스, 독일, 스페인, 벨기에           |
| 원스 어폰 어 타임 인 가자                     | 원스 어폰 어 타임 인 가자         | 타르잔과 아랍 나세르                  | 팔레스타인, 프랑스, 포르투갈                 |
| 창백한 언덕 풍경                              | 遠い山なみの光                    | 이시카와 케이                         | 일본, 영국, 폴란드                           |
| 필리온 (CdO) (QP)                             | 필리온 (CdO) (QP)                 | 해리스 디킨슨                         | 영국, 아일랜드                               |
| 더 플래그 (CdO)                               | 더 플래그 (CdO)                   | 찰리 폴링거                           | 루마니아, 미국                               |
| Promised Sky (개막작)                         | Promis le ciel                    | 에리제 세히리                         | 튀니지, 프랑스, 네덜란드, 카타르             |
| A Poet                                        | Un Poeta                          | 시몬 메사 소토                        | 콜롬비아, 독일, 스웨덴                       |
| 어친 (CdO)                                    | 어친 (CdO)                        | 해리스 디킨슨                         | 영국                                         |

(CdO)는 장편 영화 감독 데뷔작으로서 황금카메라상 수상 자격이 있는 영화를 의미한다.
(QP)는 퀴어종려상 경쟁작을 의미한다.

### 비경쟁 부문
다음 영화들이 비경쟁 부문 상영작으로 선정되었다.
| 영문 제목                           | 원제                            | 감독                | 제작 국가      |
| ----------------------------------- | ------------------------------- | ------------------- | -------------- |
| 13 Hours, 13 Days                   | 13 Jours, 13 Nuits              | 마르탱 부르불롱     | 벨기에, 프랑스 |
| 시간의 색깔                         | La Venue de l'avenir            | 세드리크 클라피슈   | 프랑스         |
| 천국과 지옥                         | 천국과 지옥                     | 스파이크 리         | 미국, 일본     |
| 리브 원 데이 (개막작) (CdO)         | Partir un jour                  | 아멜리 보닌         | 프랑스         |
| 미션 임파서블: 파이널 레코닝        | 미션 임파서블: 파이널 레코닝    | 크리스토퍼 매쿼리   | 미국           |
| A Private Life                      | Vie privée                      | 레베카 즐로토프스키 | 프랑스         |
| The Richest Woman in the World (QP) | La femme la plus riche du monde | 티에리 클리파       | 프랑스, 벨기에 |
| 미드나잇 스크리닝                   |                                 |                     |                |
| 엑시트 8                            | 8番出口                         | 가와무라 겐키       | 일본           |
| 허니 돈트!                          | 허니 돈트!                      | 이선 코언           | 미국, 영국     |
| No One Will Know                    | Le Roi Soleil                   | 뱅상 마엘 카르도나  | 프랑스         |
| 레지던스                            | Dalloway                        | 얀 고즐랑           | 프랑스, 벨기에 |
| Sons of the Neon Night              | 風林火山                        | 주노 막             | 홍콩           |

(CdO)는 장편 영화 감독 데뷔작으로서 황금카메라상 수상 자격이 있는 영화를 의미한다.
(QP)는 퀴어종려상 경쟁작을 의미한다.

### 칸 프리미어
다음 영화들이 칸 프리미어 부문 상영작으로 선정되었다.
| 영문 제목             | 원제                               | 감독                    | 제작 국가                                  |
| --------------------- | ---------------------------------- | ----------------------- | ------------------------------------------ |
| 암룸                  | 암룸                               | 파티흐 아킨             | 독일                                       |
| 코네마라              | 코네마라                           | 알렉스 루츠             | 프랑스                                     |
| 요제프 멩겔레의 실종  | Das Verschwinden des Josef Mengele | 키릴 세레브렌니코프     | 독일, 프랑스, 영국, 스페인                 |
| Love on Trial         | 恋愛裁判                           | 후카다 코지             | 일본, 프랑스                               |
| The Love That Remains | Ástin Sem Eftir Er                 | 흘리누르 팔마손         | 아이슬란드, 덴마크, 프랑스, 핀란드, 스웨덴 |
| 마젤란                | Magalhães                          | 라브 디아스             | 포르투갈, 스페인, 필리핀, 프랑스           |
| 오웰: 2+2=5 (ŒdO)     | 오웰: 2+2=5 (ŒdO)                  | 라울 펙                 | 프랑스, 미국                               |
| 스플릿츠빌            | 스플릿츠빌                         | 마이클 안젤로 코비노    | 미국                                       |
| Summer Beats          | Ma frère                           | 리사 아코코와 로만 게레 | 프랑스                                     |
| 더 웨이브 (QP)        | La ola                             | 세바스티안 렐리오       | 칠레, 미국                                 |

(ŒdO)는 다큐멘터리로서 황금눈상 수상 자격이 있는 영화를 의미한다.
(QP)는 퀴어종려상 경쟁작을 의미한다.

### 특별 상영
다음 영화들이 특별 상영 부문 상영작으로 선정되었다.
| 영문 제목                                    | 원제                                     | 감독                         | 제작 국가                                |
| -------------------------------------------- | ---------------------------------------- | ---------------------------- | ---------------------------------------- |
| 아르코 (CdO)                                 | 아르코 (CdO)                             | 위고 비엔베누                | 프랑스                                   |
| 보노: 항복의 이야기 (ŒdO)                    | 보노: 항복의 이야기 (ŒdO)                | 앤드루 도미닉                | 호주, 미국                               |
| Little Amélie or the Character of Rain (CdO) | Amélie et la Métaphysique des Tubes      | 마일리스 발라데와 리안-초 한 | 프랑스                                   |
| A Magnificent Life                           | Marcel et Monsieur Pagnol                | 실뱅 쇼메                    | 프랑스, 캐나다, 벨기에, 룩셈부르크, 미국 |
| Mama (CdO)                                   | Mama (CdO)                               | 오르 시나이                  | 이스라엘, 폴란드, 이탈리아               |
| 60억 달러의 사나이 (ŒdO)                     | 60억 달러의 사나이 (ŒdO)                 | 유진 자레키                  | 미국, 독일, 프랑스                       |
| Tell Her That I Love Her                     | Dites-lui que je l'aime                  | 로만 보랭제                  | 프랑스                                   |
| 더 원더러스 (CdO)                            | Qui Brille au Combat                     | 조제핀 자피                  | 프랑스                                   |
| 피에르 리샤르에게 바치는 헌사                |                                          |                              |                                          |
| The Man Who Saw The Bear                     | L’Homme qui a vu l’Ours qui a vu l’Homme | 피에르 리샤르                | 프랑스                                   |

(CdO)는 장편 영화 감독 데뷔작으로서 황금카메라상 수상 자격이 있는 영화를 의미한다.
(ŒdO)는 다큐멘터리로서 황금눈상 수상 자격이 있는 영화를 의미한다.

### 단편 영화 경쟁 부문
4,781편의 영화 중에서 9편의 극 단편 영화와 2편의 애니메이션 단편 영화가 선정되었다. 다음 단편 영화들이 단편 영화 황금종려상 경쟁작으로 선정되었다.
| 영문 제목                  | 원제                       | 감독                                   | 제작 국가                  |
| -------------------------- | -------------------------- | -------------------------------------- | -------------------------- |
| Agapito                    | Agapito                    | 아르빈 벨라르미노와 카일라 다넬 로메로 | 필리핀                     |
| 알리                       | 알리                       | 아드난 알 라지브                       | 방글라데시, 필리핀         |
| Arguments in Favor of Love | Arguments in Favor of Love | 가브리엘 아브란테스                    | 포르투갈                   |
| Dammen                     | Dammen                     | 그레구아르 그라슬랭                    | 프랑스                     |
| Fille de l’Eau             | Fille de l’Eau             | 산드라 데스마지에르                    | 프랑스                     |
| I'm Glad You're Dead Now   | I'm Glad You're Dead Now   | 타우픽 바르홈                          | 팔레스타인, 프랑스, 그리스 |
| Hypersensitive             | Hypersensible              | 마르틴 프로이샤르                      | 캐나다                     |
| Lili                       | 女孩                       | 루오 자오광과 랴오 슈한                | 중국                       |
| The Loneliness of Lizards  | A Solidão dos Lagartos     | 이네스 누네스                          | 포르투갈, 스페인           |
| The Spectacle              | The Spectacle              | 발린트 케니에레스                      | 헝가리, 프랑스             |
| Vultures                   | Aasvoëls                   | 디안 웨이스                            | 남아프리카 공화국, 프랑스  |

### 시네파운데이션
시네파운데이션 (또는 La Cinéf) 부문은 영화 학교 학생들이 제작한 영화에 중점을 둔다. 칸 영화제는 1등 수상자에게 15,000 유로, 2등 수상자에게 11,250 유로, 3등 수상자에게 7,500 유로의 보조금을 지급한다. 전 세계 영화 학교에서 제출된 2,700편 중 13편의 실사 영화와 3편의 애니메이션 영화가 선정되었다.
| 영문 제목                                   | 원제                         | 감독                           | 학교                                          |
| ------------------------------------------- | ---------------------------- | ------------------------------ | --------------------------------------------- |
| 12 Moments Before the Flag-Raising Ceremony | 升旗手                       | 추 즈정                        | 베이징 영화 대학, 중국                        |
| A Doll Made Up of Clay                      | A Doll Made Up of Clay       | 코코브 게브르하웨리아 테스파이 | 사티아지트 레이 영화 및 텔레비전 연구소, 인도 |
| Bimo                                        | Bimo                         | 움니아 하나데르                | 시네파브리크, 프랑스                          |
| The Bird from Within                        | O Pássaro de Dentro          | 라우라 아나호리                | 아르테스-UCP 학교, 포르투갈                   |
| Ether                                       | Ether                        | 비다 스케르크                  | NFTS, 영국                                    |
| First Summer                                | 첫여름                       | 허가영                         | KAFA, 대한민국                                |
| The Land of Slumber                         | Le Continent Somnambule      | 쥘 베지오-발                   | 라 페미스, 프랑스                             |
| The Lightning Rod                           | Matalapaine                  | 헬미 도너                      | 알토 대학교, 핀란드                           |
| Maybe in March                              | Maske i Marts                | 미켈 비외른 켈레르트           | 슈퍼16, 덴마크                                |
| Milk and Cookies                            | Fursecuri si Lapte           | 안드레이 타케-코드레아누       | UNATC “I. L. 카라기알레”, 루마니아            |
| My Grandmother is a Skydiver                | My Grandmother is a Skydiver | 폴리나 피두브나                | 바벨스베르크 콘라트 볼프 영화 대학교, 독일    |
| Ginger Boy (Separated)                      | ジンジャーボーイ             | 다나카 미키                    | ENBU 세미나, 일본                             |
| The Sorceress Echo                          | Per Bruixa i Merzinera       | 마르크 카마르돈스              | ESCAC, 스페인                                 |
| Talk Me (QP)                                | Talk Me (QP)                 | 조에카 한나                    | NYU, 미국                                     |
| Three                                       | Tres                         | 후안 이그나시오 세바요스       | UCINE, 아르헨티나                             |
| Winter in March                             | Winter in March              | 나탈리아 미르조얀              | 에스토니아 예술 아카데미, 에스토니아          |

### 칸 클래식
찰리 채플린의 고전 무성 코미디 영화 《황금광 시대》(1925)의 복원된 4K 버전이 칸 클래식 부문 개막작으로 선정되어 개봉 100주년을 기념했으며, 스탠리 큐브릭의 고전 서사극 《배리 린든》(1975)의 복원된 4K 버전은 5월 23일 이 부문의 폐막작으로 선정되었다. 다음 영화들이 상영작으로 선정되었다.
| 영문 제목                                | 원제                                | 감독                          | 제작 국가                        |
| 복원 프린트                              | 복원 프린트                         | 복원 프린트                   | 복원 프린트                      |
| ---------------------------------------- | ----------------------------------- | ----------------------------- | -------------------------------- |
| 아모레스 페로스 (2000)                   | 아모레스 페로스 (2000)              | 알레한드로 곤살레스 이냐리투  | 멕시코                           |
| 아치 (1968)                              | 董夫人                              | 탕 슈 슈엔                    | 홍콩                             |
| 배리 린든 (1975) (폐막작)                | 배리 린든 (1975) (폐막작)           | 스탠리 큐브릭                 | 영국, 미국                       |
| Beyond Oblivion (1955)                   | Más allá del olvido                 | 위고 델 카릴                  | 아르헨티나                       |
| La Course en tête (1974)                 | La Course en tête (1974)            | 조엘 상토니                   | 프랑스, 벨기에                   |
| 데이즈 엔드 나이츠 인 더 포레스트 (1970) | Araṇyēra Dinarātri                  | 사티야지트 레이               | 인도                             |
| 도그마 (1999)                            | 도그마 (1999)                       | 케빈 스미스                   | 미국                             |
| 부운 (1955)                              | 浮雲                                | 나루세 미키오                 | 일본                             |
| Gehenu Lamai (1978)                      | ගැහැණු ළමයි                             | 수미트라 페리에스             | 스리랑카                         |
| 황금광 시대 (1925) (개막작)              | 황금광 시대 (1925) (개막작)         | 찰리 채플린                   | 미국                             |
| 첩혈속집 (1992)                          | 辣手神探                            | 오우삼                        | 홍콩                             |
| 마기라마 (1956)                          | 마기라마 (1956)                     | 아벨 강스와 넬리 카플란       | 프랑스                           |
| 메를루세 (1935)                          | 메를루세 (1935)                     | 마르셀 파뇰                   | 프랑스                           |
| 뻐꾸기 둥지 위로 날아간 새 (1975)        | 뻐꾸기 둥지 위로 날아간 새 (1975)   | 밀로스 포만                   | 미국                             |
| La Paga (1962)                           | La Paga (1962)                      | 치로 두란                     | 콜롬비아, 베네수엘라             |
| Saeed Effendi (1955)                     | سعيد أفندي                          | 카메란 호스니                 | 이라크                           |
| 다윗의 별 (1959)                         | Sterne                              | 콘라트 볼프                   | 동독, 불가리아                   |
| 선샤인 (1999)                            | 선샤인 (1999)                       | 서보 이슈트반                 | 독일, 헝가리, 오스트리아, 캐나다 |
| 하나 그리고 둘 (2000)                    | 一一                                | 에드워드 양                   | 대만, 일본                       |
| 월드 시네마 프로젝트                     |                                     |                               |                                  |
| 불타는 해의 연대기 (1975)                | وقائع سنين الجمر                    | 모하메드 라흐다르-하미나      | 알제리                           |
| 헌사                                     |                                     |                               |                                  |
| 코만치 영토 (1950)                       | 코만치 영토 (1950)                  | 조지 셔먼                     | 미국                             |
| The One I Loved                          | Moi qui t’aimais                    | 디안 퀴리스                   | 프랑스                           |
| 레드 캐니언 (1949)                       | 레드 캐니언 (1949)                  | 조지 셔먼                     | 미국                             |
| 영화에 관한 다큐멘터리                   |                                     |                               |                                  |
| Bo Being Bo Widerberg (CdO, ŒdO)         | I Huvudet På                        | 욘 아스프와 마티아스 노르보리 | 스웨덴                           |
| I Love Peru (CdO, ŒdO)                   | I Love Peru (CdO, ŒdO)              | 라파엘 크나르와 위고 다비드   | 프랑스                           |
| 마이 맘 제인 (ŒdO)                       | 마이 맘 제인 (ŒdO)                  | 머리슈커 하기테이             | 미국                             |
| 슬라우슨 렉 (ŒdO)                        | 슬라우슨 렉 (ŒdO)                   | 레오 루이스 오닐              | 미국                             |
| To Vigo I Go (ŒdO)                       | Para Vigo me Voy!                   | 리리오 페레이라와 카렌 할리   | 브라질                           |
| Watch What You Say (ŒdO)                 | Dis pas de bêtises!                 | 뱅상 글렌                     | 프랑스                           |
| Welcome to Lynchland (ŒdO)               | David Lynch, une énigme à Hollywood | 스테판 게즈                   | 프랑스                           |

(CdO)는 장편 영화 감독 데뷔작으로서 황금카메라상 수상 자격이 있는 영화를 의미한다.
(ŒdO)는 다큐멘터리로서 황금눈상 수상 자격이 있는 영화를 의미한다.

### 해변 영화관
'해변 영화관' 부문 라인업에는 칸의 플라주 마세에서 고전 영화, 기념작, 그리고 신작의 세계 초연작이 포함된다. 다음 영화들이 상영작으로 선정되었다.
| 영문 제목                              | 원제                                    | 감독              | 제작 국가              |
| -------------------------------------- | --------------------------------------- | ----------------- | ---------------------- |
| Ange                                   | Ange                                    | 토니 가틀리프     | 프랑스                 |
| 천사의 알 (1985)                       | 天使のたまご                            | 오시이 마모루     | 일본                   |
| Bardot                                 | Bardot                                  | 알랭 베를리너     | 프랑스, 벨기에         |
| 히든 라이프 (2019)                     | 히든 라이프 (2019)                      | 테런스 맬릭       | 미국, 독일, 오스트리아 |
| The Legend of the Palme d’Or Continues | La Légende de la Palme d'Or... Continue | 알렉시스 벨레르   | 프랑스                 |
| 복원 프린트                            |                                         |                   |                        |
| 지하실의 멜로디 (1963)                 | Mélodie en sous-sol                     | 앙리 베르누유     | 프랑스, 이탈리아       |
| 달링 (1965)                            | 달링 (1965)                             | 존 슐레진저       | 영국                   |
| 백주의 결투 (1946)                     | 백주의 결투 (1946)                      | 킹 비도어         | 미국                   |
| 첩혈속집 (1992)                        | 辣手神探                                | 오우삼            | 홍콩                   |
| Naked Autumn (1961)                    | Les Mauvais Coups                       | 프랑수아 르테리에 | 프랑스                 |
| Red Wood Pigeon (1989)                 | Palombella Rossa                        | 난니 모레티       | 이탈리아               |
| 선셋 대로 (1950)                       | 선셋 대로 (1950)                        | 빌리 와일더       | 미국                   |

### 이머시브 경쟁 부문
두 번째로 열리는 이머시브 경쟁 부문에서는 9개의 이머시브 작품이 경쟁 부문으로 선정되었으며, 7개의 작품은 비경쟁 부문으로 상영된다. 전시회의 모든 작품은 가상 현실, 가상 프로덕션, 영화, 집단 스토리텔링 간의 유사점을 탐구하고 매체의 진화를 탐구할 것이다. 다음 영화들이 상영작으로 선정되었다.
| 영문 제목                | 원제                     | 감독                                                    | 제작 국가                    |
| 경쟁 부문                | 경쟁 부문                | 경쟁 부문                                               | 경쟁 부문                    |
| ------------------------ | ------------------------ | ------------------------------------------------------- | ---------------------------- |
| Beyond the Vivid Unknown | Beyond the Vivid Unknown | 존 피츠제럴드와 갓프리 레지오                           | 미국                         |
| The Exploring Girl VR    | The Exploring Girl VR    | 캐롤라인 포기와 조나단 비넬                             | 프랑스, 그리스               |
| Fillos do Vento: A Rapa  | Fillos do Vento: A Rapa  | 브라이스 레발데리아와 마리아 페르난다 오르도네스 모르라 | 스페인, 미국                 |
| From Dust                | From Dust                | 미셸 반 데르 아                                         | 네덜란드                     |
| In the Current of Being  | In the Current of Being  | 캐머런 코스토풀로스                                     | 미국, 프랑스                 |
| Lacuna                   | Lacuna                   | 마르티에 베그담과 니엔케 하이팅가-브로에렌              | 네덜란드                     |
| Lili                     | Lili                     | 나비드 콘사리                                           | 미국, 영국, 프랑스           |
| Taxi                     | Taxi                     | 야밀 로드리게스, 마이클 아르코스와 스테판 헨더슨        | 영국                         |
| La Maison de poupée      | La Maison de poupée      | 캐롤라인 포기와 조나단 비넬                             | 룩셈부르크, 캐나다           |
| 비경쟁 부문              |                          |                                                         |                              |
| Chez moi                 | Chez moi                 | 빅토리아 야쿠보바와 프레데리크 르 루에                  | 프랑스                       |
| Trailblazer              | Trailblazer              | 엘로이즈 싱어                                           | 영국                         |
| 포커스                   |                          |                                                         |                              |
| Battlefield              | Battlefield              | 프랑수아 보티에                                         | 프랑스, 룩셈부르크, 벨기에   |
| Ceci est mon cœur        | Ceci est mon cœur        | 니콜라 블리스와 스테판 위베르-블리스                    | 룩셈부르크, 프랑스, 캐나다   |
| Floating with Spirits    | Floating with Spirits    | 후아니타 온자가                                         | 벨기에, 룩셈부르크, 네덜란드 |
| Ito Meikyu               | Ito Meikyu               | 보리스 라베                                             | 프랑스, 룩셈부르크           |
| Oto's Planet             | Oto's Planet             | 그웨나엘 프랑수아                                       | 룩셈부르크, 캐나다, 프랑스   |

## 병행 부문

### 비평가 주간 (Semaine de la critique)
비평가 주간은 첫 번째 및 두 번째 영화에 전념하는 병행 선정 부문이다. 로라 반델의 두 번째 장편 영화 아담의 관심이 5월 14일 이 부문의 개막작으로 선정되었으며, 모모코 세토의 민들레의 오디세이가 폐막작으로 선정되었다. 다음 영화들이 경쟁 부문 상영작으로 선정되었다.
| 영문 제목                            | 원제                                  | 감독                  | 제작 국가                        |
| 경쟁 부문                            | 경쟁 부문                             | 경쟁 부문             | 경쟁 부문                        |
| ------------------------------------ | ------------------------------------- | --------------------- | -------------------------------- |
| A Useful Ghost (CdO, QP)'            | ผีใช้ได้ค่ะ                               | 라차품 분분차초크     | 태국, 프랑스, 싱가포르, 독일     |
| Imago (ŒdO)                          | Imago (ŒdO)                           | 데니 오마르 피차예프  | 프랑스, 벨기에                   |
| 키카                                 | 키카                                  | 알렉스 푸킨           | 벨기에, 프랑스                   |
| Left-Handed Girl                     | 左撇子女孩                            | 쉬칭 저우             | 대만, 프랑스, 미국, 영국         |
| Nino (CdO)                           | Nino (CdO)                            | 폴린 로크             | 프랑스                           |
| Reedland (CdO)                       | Rietland                              | 스벤 브레서           | 네덜란드, 벨기에                 |
| Sleepless City (CdO)                 | Ciudad sin sueño                      | 기예르모 갈로에       | 스페인, 프랑스                   |
| 특별 상영                            |                                       |                       |                                  |
| 아담의 관심 (개막작)                 | L'intérêt d'Adam                      | 로라 반델             | 벨기에, 프랑스                   |
| Baise-en-ville                       | Baise-en-ville                        | 마르틴 자우바트       | 프랑스                           |
| Dandelion's Odyssey (폐막작) (CdO)   | Planètes                              | 모모코 세토           | 프랑스, 벨기에                   |
| Love Letters (CdO) (QP)              | Des preuves d’amour                   | 앨리스 두아르         | 프랑스                           |
| 단편 영화 경쟁 부문                  |                                       |                       |                                  |
| Alișveriș                            | Alișveriș                             | 바실레 토딩카         | 루마니아                         |
| Bleat! (QP)                          | கத்து!                                  | 아난스 수브라마니암   | 말레이시아, 필리핀, 프랑스       |
| Critical Condition                   | КРИТИЧНЕ СТАНОВИЩЕ                    | 밀라 즐루크텐코       | 독일                             |
| Erogenesis (QP)                      | Erogenesis (QP)                       | 산드라 포페스쿠       | 독일                             |
| Free Drum Kit                        | Donne Batterie                        | 카르멘 르로이         | 프랑스                           |
| Glasses                              | 안경                                  | 정유미                | 대한민국                         |
| God is Shy                           | Dieu est timide                       | 조슬린 샤를           | 프랑스                           |
| The Mine                             | L'mina                                | 란다 마루피           | 모로코, 프랑스, 이탈리아, 카타르 |
| Samba Infinito                       | Samba Infinito                        | 레오나르도 마르티넬리 | 브라질, 프랑스                   |
| Wonderwall                           | Wonderwall                            | 로신 번즈             | 영국, 프랑스                     |
| 특별 상영 - 단편 영화                |                                       |                       |                                  |
| Eraserhead in a Knitted Shopping Bag | Eraserhead dans un Filet à Provisions | 릴리 코스             | 프랑스, 불가리아                 |
| No Skate!                            | No Skate!                             | 길 셀라               | 프랑스                           |
| To the Woods                         | Une Fugue                             | 아녜스 파트론         | 프랑스                           |

(CdO)는 장편 영화 감독 데뷔작으로서 황금카메라상 수상 자격이 있는 영화를 의미한다.
(ŒdO)는 다큐멘터리로서 황금눈상 수상 자격이 있는 영화를 의미한다.
(QP)는 퀴어종려상 경쟁작을 의미한다.

### 감독 주간 (Quinzaine des cinéastes)
2년 연속 샹탈 아케르만 재단과 협력하여 대중 투표를 통해 관객상이 수여되었으며, 수상 장편 영화 감독에게는 7,500 유로가 추가로 수여되었다. 다음 영화들이 감독 주간(Quinzaine des cinéastes) 부문 상영작으로 선정되었다.
| 영문 제목                      | 원제                           | 감독                                              | 제작 국가                              |
| 장편 영화                      | 장편 영화                      | 장편 영화                                         | 장편 영화                              |
| ------------------------------ | ------------------------------ | ------------------------------------------------- | -------------------------------------- |
| Brand New Landscape (CdO)      | 見はらし世代                   | 단즈카 유이가                                     | 일본, 프랑스                           |
| Dangerous Animals              | Dangerous Animals              | 숀 번                                             | 호주                                   |
| Death Does Not Exist           | La mort n'existe pas           | 펠릭스 뒤푸르-라페리에르                          | 캐나다, 프랑스                         |
| 엔조 (개막작) (QP)             | 엔조 (개막작) (QP)             | 로뱅 캉피요                                       | 프랑스, 이탈리아, 벨기에               |
| The Girl in the Snow (CdO)     | L'Engloutie                    | 루이즈 에몽                                       | 프랑스                                 |
| Girl on Edge (CdO)             | 花漾少女杀人事件               | 조우 징하오                                       | 중국                                   |
| The Girls We Want (CdO)        | Les filles désir               | 프린시아 카르                                     | 프랑스                                 |
| Her Will Be Done (QP)          | Que ma volonté soit faite      | 줄리아 코왈스키                                   | 프랑스, 폴란드                         |
| 고쿠호                         | 国宝                           | 이상일                                            | 일본                                   |
| 럭키 루 (CdO)                  | 럭키 루 (CdO)                  | 로이드 리 최                                      | 미국, 캐나다                           |
| Militantropos (ŒdO)            | Мілітантропос                  | 옐리자베타 스미스, 알리나 고를로바, 시몬 모즈고비 | 우크라이나, 프랑스, 오스트리아         |
| 미루아르 No. 3                 | 미루아르 No. 3                 | 크리스티안 페촐트                                 | 독일                                   |
| The Party's Over!              | Classe moyenne                 | 앙토니 코르디에                                   | 프랑스, 벨기에                         |
| Peak Everything                | Amour Apocalypse               | 안 에몽                                           | 캐나다                                 |
| The President's Cake (CdO)     | مملكة القصب                    | 하산 하디                                         | 이라크, 카타르, 미국                   |
| 쏘리, 베이비 (폐막작, CdO, QP) | 쏘리, 베이비 (폐막작, CdO, QP) | 에바 빅토르                                       | 미국                                   |
| Untamable                      | Indomptables                   | 토마스 응기졸                                     | 카메룬, 프랑스                         |
| Wild Foxes (CdO)               | La danse des renards           | 발레리 카르누아                                   | 프랑스, 벨기에                         |
| 예스!                          | Ken!                           | 나다브 라피드                                     | 이스라엘, 프랑스, 독일, 키프로스, 영국 |
| 단편 영화                      |                                |                                                   |                                        |
| +10k                           | +10k                           | 갈라 에르난데스 로페스                            | 프랑스, 스페인                         |
| Before the Sea Forgets (QP)    | Before the Sea Forgets (QP)    | 응옥 주이 레                                      | 싱가포르                               |
| Blue Heart                     | Cœur bleu                      | 사무엘 수프랑                                     | 아이티, 프랑스                         |
| The Body                       | The Body                       | 로리스 반 데 헤르                                 | 호주                                   |
| Bread Will Walk                | Le pain se lève                | 알렉스 보야                                       | 캐나다                                 |
| Death of the Fish              | La mort du poisson             | 에바 루스바로니안                                 | 프랑스                                 |
| Karmash                        | کرمش                           | 알림 부카리                                       | 파키스탄                               |
| Loynes                         | Loynes                         | 도리안 제스퍼스                                   | 벨기에, 프랑스, 북마케도니아, 영국     |
| Nervous Energy                 | 兩個女導演                     | 이브 류                                           | 미국                                   |
| When the Geese Flew            | When the Geese Flew            | 아서 게이                                         | 뉴질랜드                               |

(CdO)는 장편 영화 감독 데뷔작으로서 황금카메라상 수상 자격이 있는 영화를 의미한다.
(ŒdO)는 다큐멘터리로서 황금눈상 수상 자격이 있는 영화를 의미한다.
(QP)는 퀴어종려상 경쟁작을 의미한다.

### ACID
다음 영화들이 ACID (독립 영화 배급 협회) 부문 상영작으로 선정되었으며, 6편의 극 영화와 3편의 다큐멘터리로 구성된다.
| 영문 제목                                 | 원제                                      | 감독                                          | 제작 국가                |
| ----------------------------------------- | ----------------------------------------- | --------------------------------------------- | ------------------------ |
| L'aventura                                | L'aventura                                | 소피 르투르뇌르                               | 프랑스                   |
| The Black Snake                           | La Couleuvre Noire                        | 오렐리앵 베르네-레르무시아                    | 프랑스, 콜롬비아, 브라질 |
| Drifting Laurent (QP)                     | Laurent dans le Vent                      | 앙통 발레크지앙, 레오 쿠튀르, 마테오 유스타숑 | 프랑스                   |
| Drunken Noodles (QP)                      | Drunken Noodles (QP)                      | 루시오 카스트로                               | 미국, 아르헨티나         |
| Entroncamento                             | Entroncamento                             | 페드로 카벨레이라                             | 포르투갈, 프랑스         |
| A Light That Never Goes Out (CdO)         | A Light That Never Goes Out (CdO)         | 라우리-마티 파르페이                          | 핀란드, 노르웨이         |
| Life After Siham (ŒdO)                    | La Vie Après Siham                        | 나미르 압델 메시에                            | 프랑스, 이집트           |
| Obscure Night - "Ain't i a Child?" (ŒdO)  | Nuit Obscure - «Ain't i a Child?»         | 실뱅 조르주                                   | 프랑스, 스위스, 포르투갈 |
| Put Your Soul on Your Hand and Walk (ŒdO) | Put Your Soul on Your Hand and Walk (ŒdO) | 세피데 파르시                                 | 프랑스, 팔레스타인, 이란 |

(CdO)는 장편 영화 감독 데뷔작으로서 황금카메라상 수상 자격이 있는 영화를 의미한다.
(ŒdO)는 다큐멘터리로서 황금눈상 수상 자격이 있는 영화를 의미한다.
(QP)는 퀴어종려상 경쟁작을 의미한다.

### 우크라이나를 위한 세 편의 영화
영화제 개막일인 5월 13일, 칸 시청은 프랑스 텔레비지옹 및 브루트 미디어와 협력하여 우크라이나 전쟁에 관한 세 편의 다큐멘터리 영화를 상영하며 진행 중인 폭력을 다뤘다.

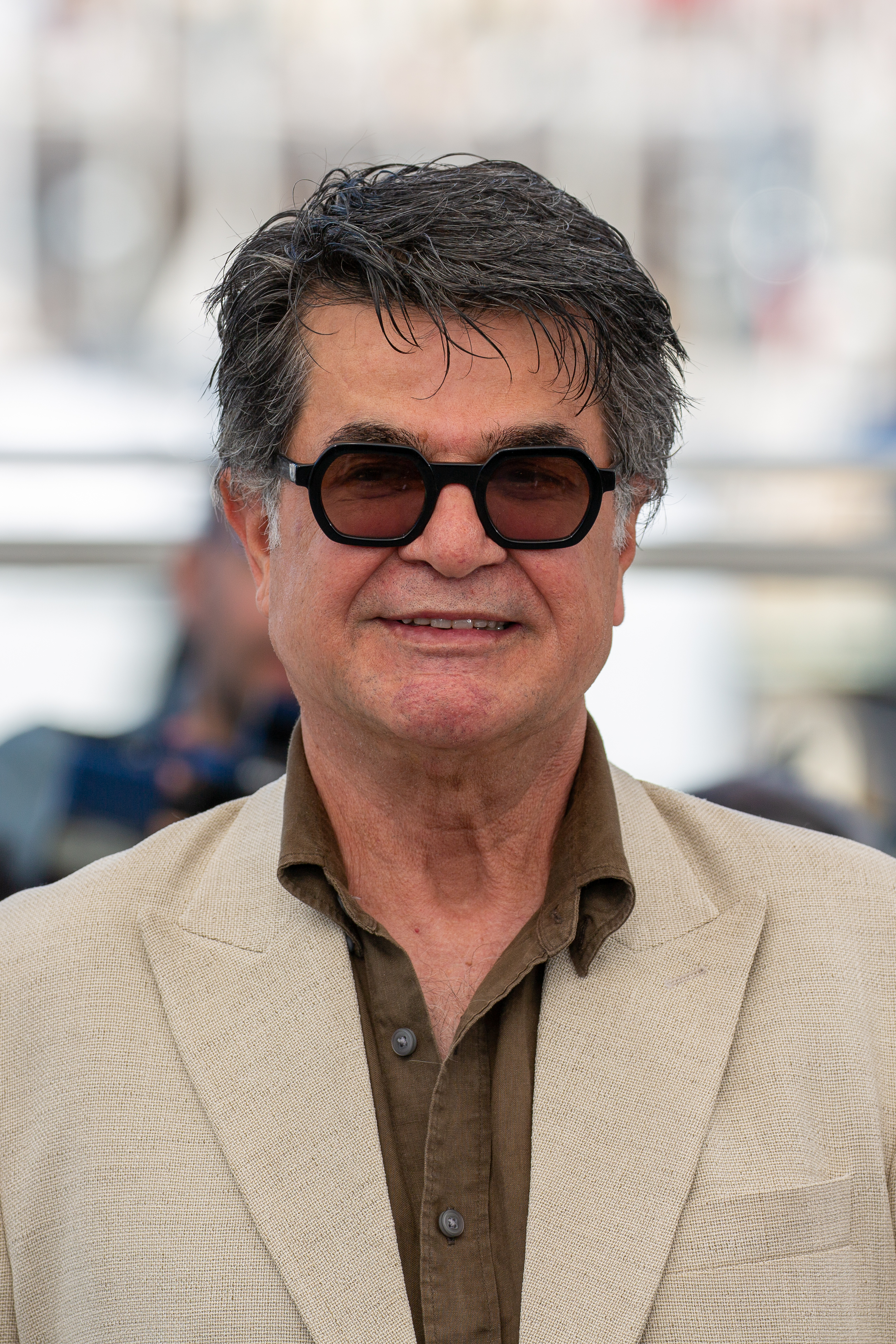
자파르 파나히, 황금종려상 수상자

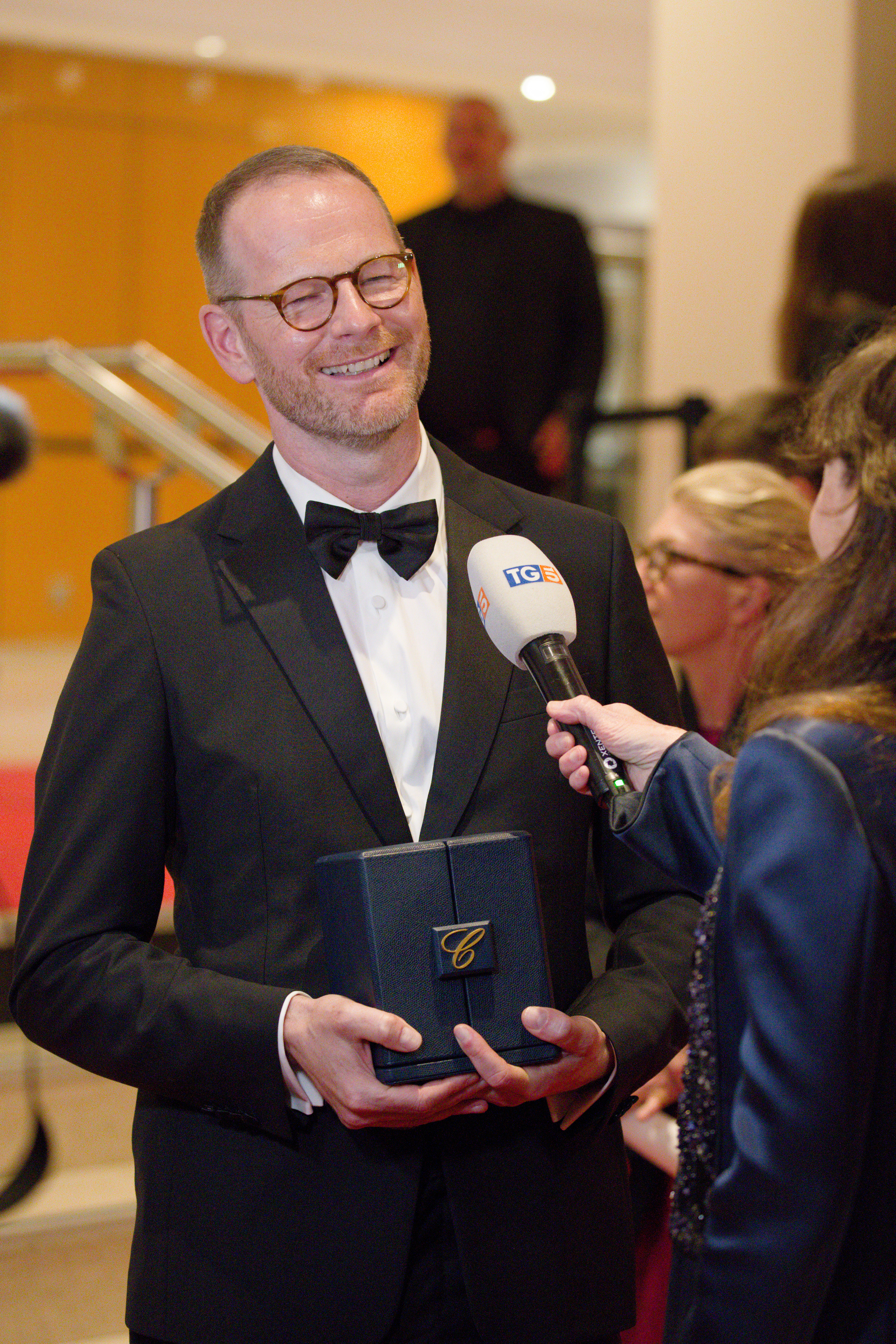
요아킴 트리에르, 칸 영화제 그랑프리 수상자

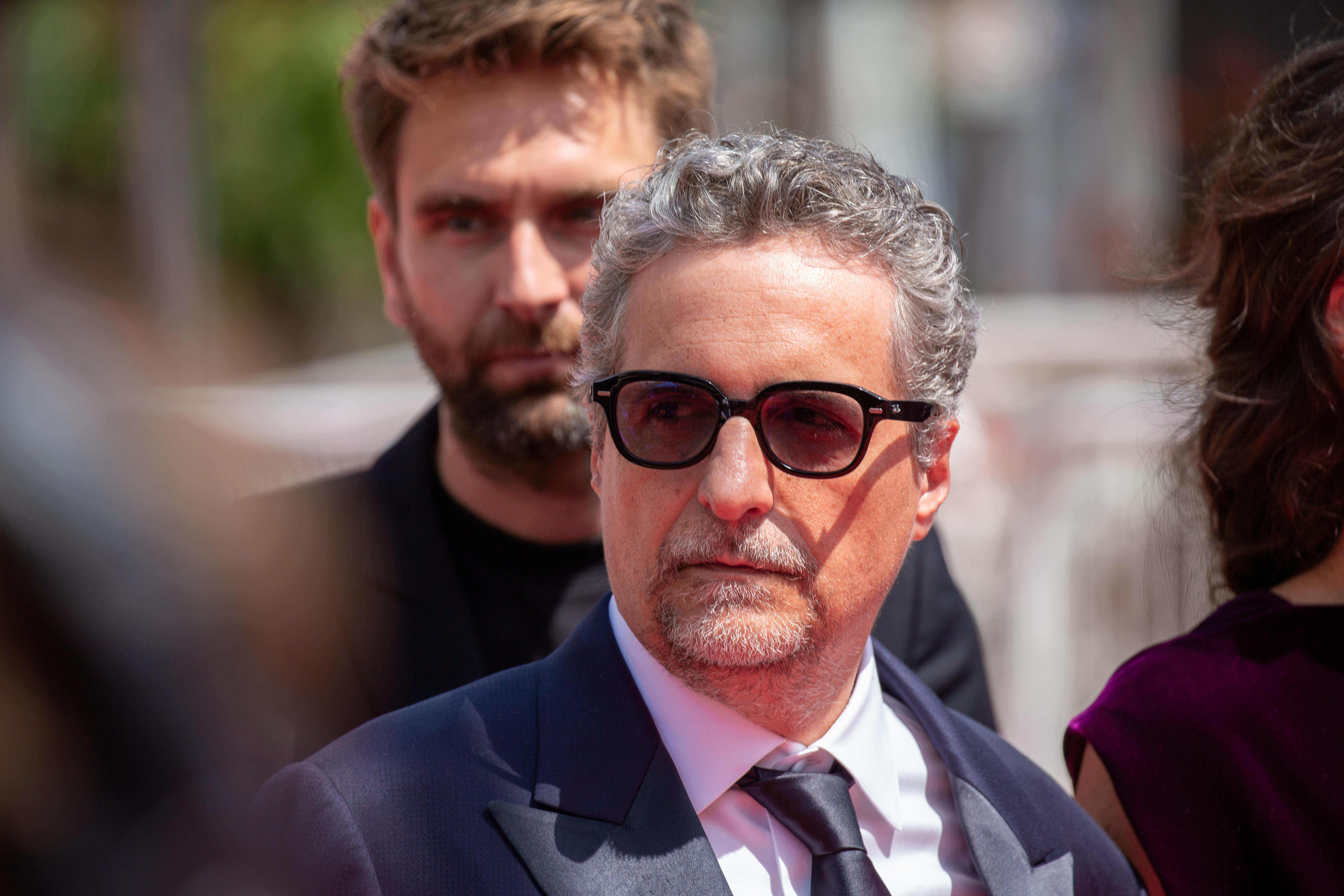
클레베르 멘돈사 필류, 칸 영화제 감독상 수상자

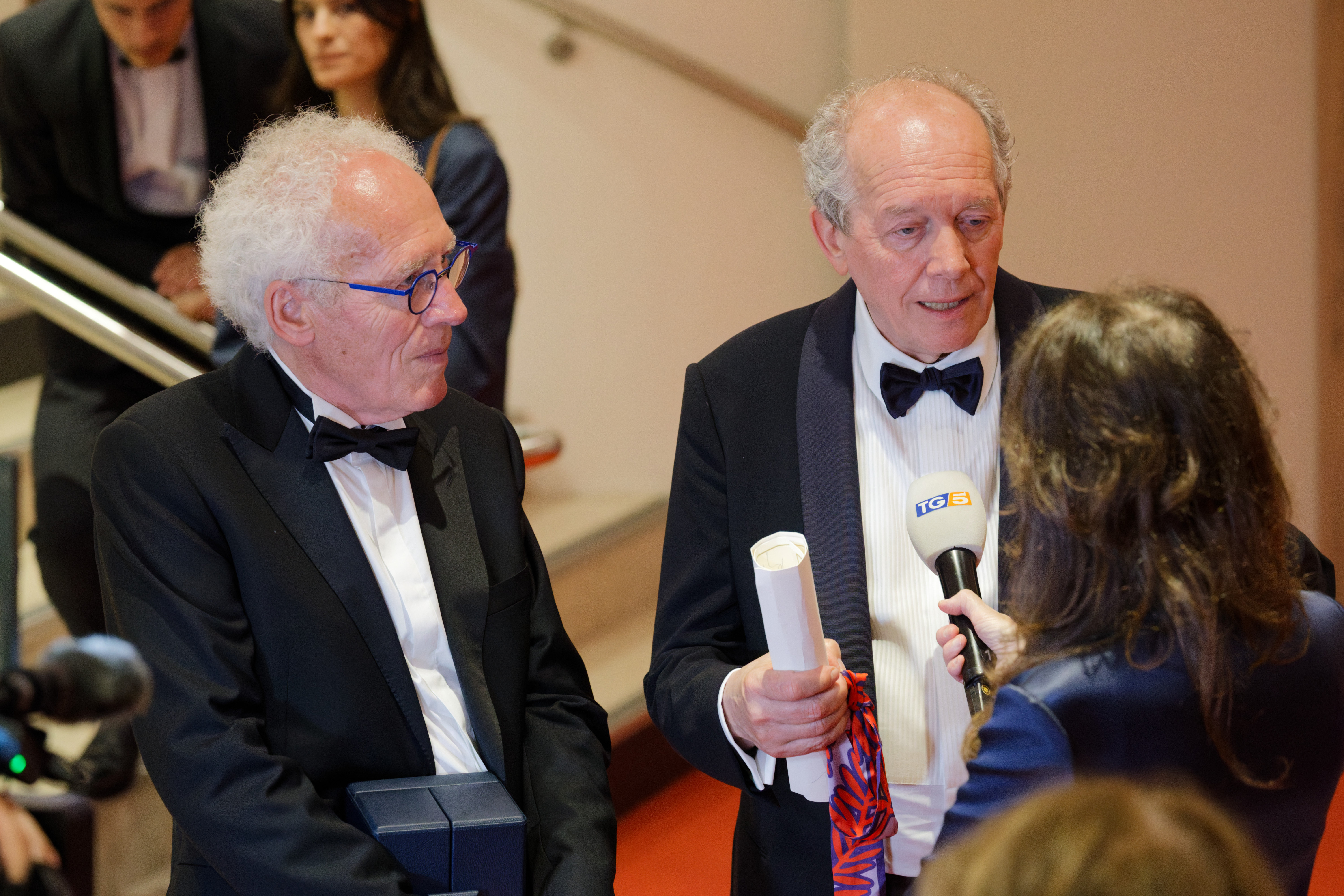
다르덴 형제, 칸 영화제 각본상 수상자

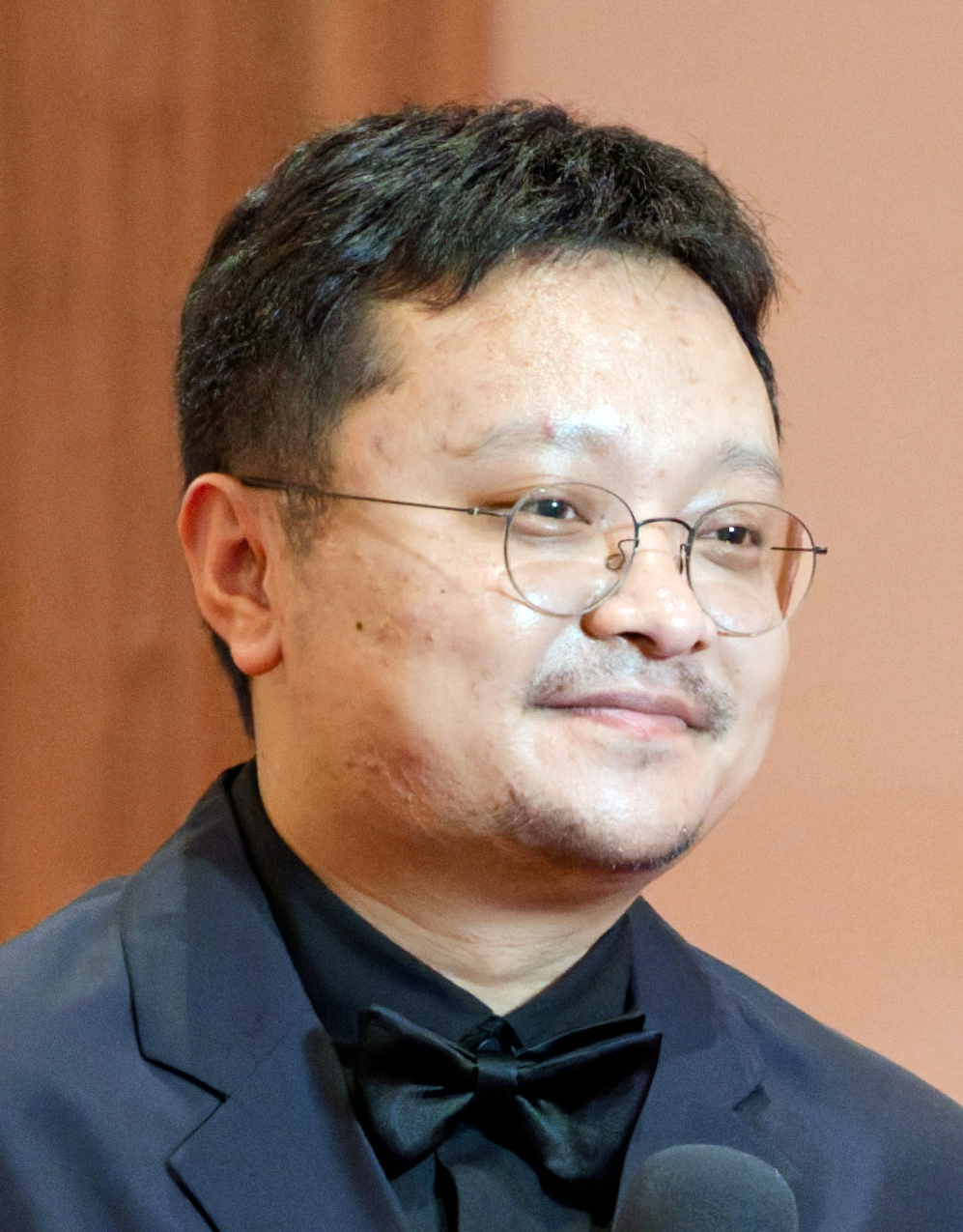
비간, 특별상 수상자

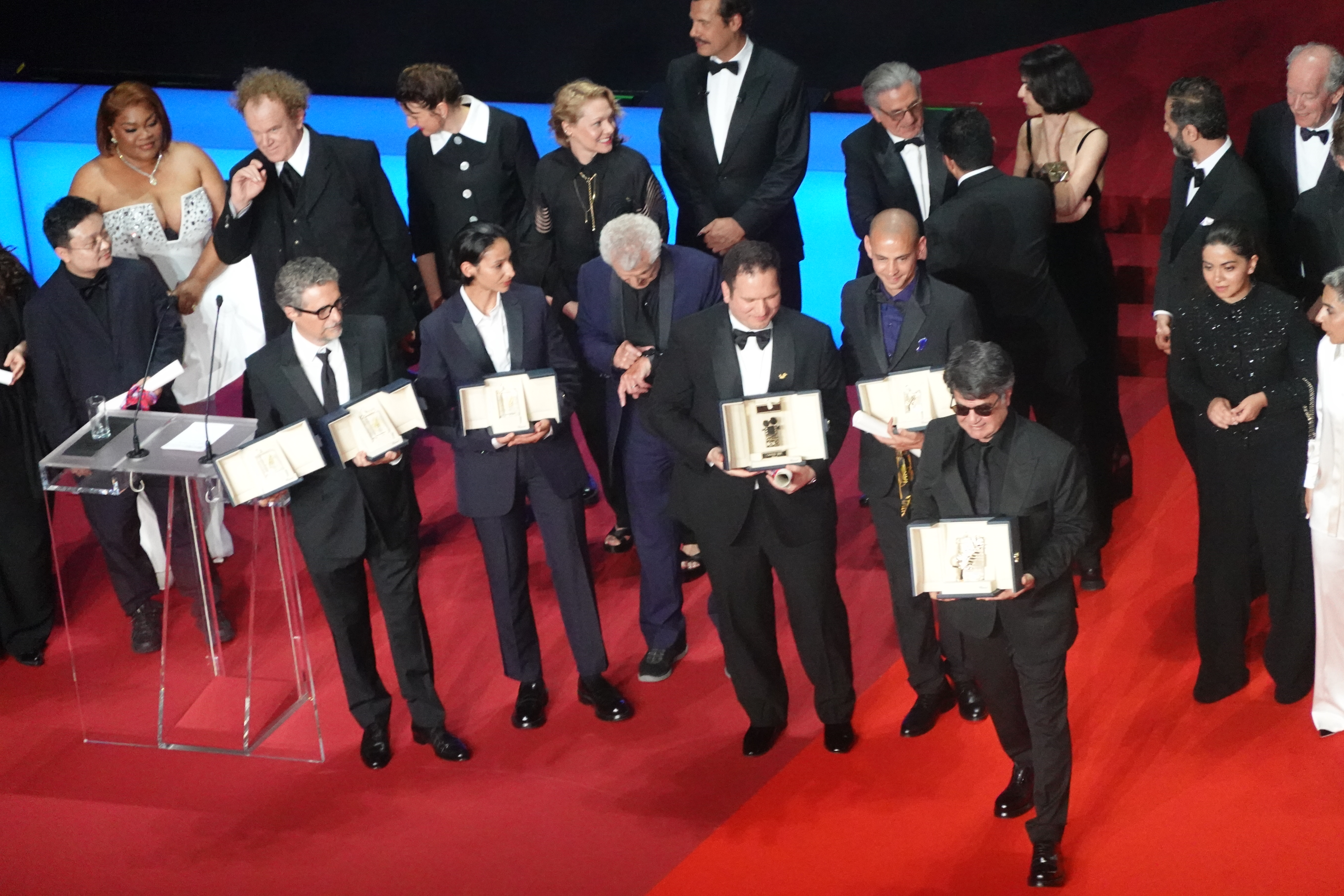
시상식 후 2025년 수상자들이 재회하다

| 영문 제목                | 원제                     | 감독                                | 제작 국가          |
| ------------------------ | ------------------------ | ----------------------------------- | ------------------ |
| 2000 Meters to Andriivka | 2000 Meters to Andriivka | 므스티슬라프 체르노프               | 우크라이나, 미국   |
| 아워 워                  | Notre guerre             | 베르나르앙리 레비와 마르크 루셀     | 프랑스, 우크라이나 |
| 젤렌스키                 | 젤렌스키                 | 이브 줄랑, 리사 바프네, 아리안 슈맹 | 프랑스             |

## 공식 시상
독일에서 제작된 Sound of Falling을 제외하고, 모든 본 경쟁 부문 수상작은 프랑스에서 제작되거나 공동 제작된 영화였다.

### 본 경쟁 부문
- 황금종려상: 자파르 파나히의 그저 사고였을 뿐[4][47]
- 그랑프리: 요아킴 트리에르의 센티멘탈 밸류
- 심사위원상:
  - 올리버 락세의 시라트
  - 마샤 실린스키의 사운드 오브 폴링
- 감독상: 클레베르 멘돈사 필류의 더 시크릿 에이전트
- 여우주연상: 나디아 멜리티의 리틀 시스터
- 남우주연상: 바그네르 모라의 더 시크릿 에이전트
- 각본상: 장피에르 다르덴과 뤽 다르덴의 영 마더스
- 특별상: 비간의 광야시대

### 주목할 만한 시선
- 주목할 만한 시선상: 디에고 세스페데스의 The Mysterious Gaze of the Flamingo[48][49]
- 심사위원상: 시몬 메사 소토의 A Poet
- 감독상: 타르잔과 아랍 나세르의 원스 어폰 어 타임 인 가자
- 남우주연상: 프랭크 딜레인의 어친
- 여우주연상: 클레오 디아라의 I Only Rest in the Storm
- 각본상: 해리스 디킨슨의 필리온

### 명예 황금종려상
- 로버트 드니로[8]
- 덴절 워싱턴[9]

### 황금카메라상
- 황금카메라상: 하산 하디의 The President's Cake[4]
  - 특별 언급: 아키놀라 데이비스 주니어의 My Father's Shadow

### 단편 영화 경쟁 부문
- 단편 영화 황금종려상: 타우픽 바르홈의 I'm Glad You're Dead Now[4]
  - 특별 언급: 아드난 알 라지브의 알리

### 시네파운데이션
- 1등상: 허가영의 첫여름 (KAFA, 대한민국)[50]
- 2등상: 추 즈정의 12 Moments Before the Flag-Raising Ceremony (베이징 영화 대학, 중국)
- 3등상:
  - 다나카 미키의 Ginger Boy (Separated) (ENBU 세미나, 일본)
  - 나탈리아 미르조얀의 Winter in March (에스토니아 예술 아카데미, 에스토니아)

### 이머시브 경쟁 부문
- 미셸 반 데르 아의 From Dust[51]

## 독립 시상

### 국제영화비평가연맹상
- 본 경쟁 부문: 클레베르 멘돈사 필류의 더 시크릿 에이전트[52]
- 주목할 만한 시선: 해리스 디킨슨의 어친
- 병행 부문 (첫 장편 영화): 모모코 세토의 Dandelion's Odyssey

### 에큐메니컬 심사위원상
- 프리 뒤 주리 에큐메니크: 장피에르 다르덴과 뤽 다르덴의 영 마더스

### 비평가 주간
- 그랑프리: 라차품 분분차초크의 A Useful Ghost[53]
- 프렌치 터치 심사위원상': 데니 오마르 피차예프의 Imago
- 루이 로드레 재단 신인상: 테오도르 펠르랭의 Nino
- 라이츠 시네 디스커버리 단편 영화상': 란다 마루피의 L'mina
- 간 재단 배급상: 쉬칭 저우의 Left-Handed Girl
- SACD 상: 기예르모 갈로에와 빅토르 알론소-베르벨의 Sleepless City
- 카날+ 단편 영화상': 산드라 포페스쿠의 Erogenesis

### 감독 주간
- 관객상: 하산 하디의 The President's Cake[54]
- 유로파 시네마스 라벨 최우수 유럽 영화상: 발레리 카르누아의 Wild Foxes[55]
- SACD 최우수 프랑스 영화상: 발레리 카르누아의 Wild Foxes
- 카로스 도르: 토드 헤인즈[56]

### 황금눈상
- 황금눈상: 데니 오마르 피차예프의 Imago[57]
- 특별 심사위원상: 유진 자레키의 60억 달러의 사나이

### 퀴어종려상
- 최우수 영화상: 하프시아 헤르지의 더 리틀 시스터[58][59]
- 최우수 단편 영화상: 아난스 수브라마니암의 Bleat!

### 칸 사운드트랙상
- 칸 사운드트랙상: 칸딩 레이의 시라트[60]

### 프랑수아 샬레상
- 프랑수아 샬레상: 세르게이 로즈니차의 투 프로시큐터스

### 시민상
- 시민상: 자파르 파나히의 그저 사고였을 뿐

### 예술 영화 영화관상
- AFCAE 예술 영화상: 클레베르 멘돈사 필류의 더 시크릿 에이전트
- 특별 언급: 올리버 락세의 시라트

### 팜 도그
- 팜 도그 상: The Love That Remains의 판다[61]
- 심사위원 대상: 시라트의 피파와 루피타
- 멍멍이 순간상': 필리온의 하이포

### 쇼파르 트로피
- 올해의 남성 신인상: 핀 베넷
- 올해의 여성 신인상: 마리 콜롬[62]